# الگوریتم مقیاس‌دهی گبو برای کوتاه‌ترین مسیرها از یک مبدأ واحد
الگوریتم مقیاس دهی گبو برای کوتاهترین مسیرها از یک مبدأ واحد
(به انگلیسی: (Gabow's algorithm (single-source shortest paths)
الگوریتم مقیاس دهی ابتدا با در نظر گرفتن فقط بالاترین بیت یک مقدار ورودی مناسب (مانند وزن یال‌ها)، مسئله را حل می‌کند. سپس جواب اولیه را با نگاه کردن به دو بیت اول پالایش می‌کند. به همین ترتیب بیت‌های بیشتر و بیشتری را در نظر می‌گیرد و در هر بار جواب را پالایش می‌کند تا این که همه بیت‌ها در نظر گرفته شوند و جواب صحیح محاسبه شود.
دراین مسئله، الگوریتم محاسبه کوتاهترین مسیرها از یک مبدأ واحد را به وسیله مقیاس دهی وزن یال‌ها بررسی می‌کنیم. گراف جهت دار {\displaystyle G=(V,E)} با وزن‌های صحیح غیر منفی {\displaystyle w} داده شده‌است. فرض کنید {\displaystyle W=max_{(u,v)}\in E{w(u,v)}} هدف، ایجاد الگوریتمی است که در زمان {\displaystyle O(ElgW)} اجرا می‌شود. فرض می‌کنیم که همه راس‌ها از مبدأ قابل دستیابی‌اند. الگوریتم در نمایش دودویی وزن‌های یال‌ها، هربار یک بیت را به ترتیب با ارزش‌ترین بیت، وارد حل مسئله می‌کند. به ویژه فرض کنید {\displaystyle k=[lg(W+1)]+1}، تعداد بیت‌ها در نمایش دودویی {\displaystyle W} باشد و برای {\displaystyle i=1,2,...,k} {\displaystyle w_{i}(u,v)=[w(u,v)/2^{k-i}]}. به عبارت دیگر، {\displaystyle w_{i}(u,v)} شکل "کوچک شده " {\displaystyle w(u,v)}است که به وسیله با ارزش‌ترین {\displaystyle i} بیت، {\displaystyle w(u,v)} تولید می‌شود. (بنابراین برای همه{\displaystyle (u,v)\in E} داریم، {\displaystyle w_{k}(u,v)=w(u,v)}.
بعنوان مثال اگر {\displaystyle k=5} و{\displaystyle w(u,v)=<00100>=4}باشد آنگاه {\displaystyle w_{3}(u,v)=<001>=1} است.
{\displaystyle A_{i}(u,v)} را به عنوان وزن کوتاهترین مسیر از راس {\displaystyle u} به راس {\displaystyle v} با استفاده از تابع وزن {\displaystyle w_{i}} تعریف می‌کنیم؛ بنابراین برای همه {\displaystyle u,v\in V} داریم {\displaystyle A_{k}(u,v)=A(u,v)}. برای مبدأ {\displaystyle s}الگوریتم مقیاس دهی ابتدا وزنهای کوتاهترین مسیر {\displaystyle A_{1}(u,v)} را برای همه {\displaystyle v\in V}. محاسبه می‌کند، سپس برای همه {\displaystyle v\in V} و{\displaystyle A_{2}(u,v)}. را محاسبه می‌کند و به همین ترتیب ادامه می‌دهد تا این که برای همه δ_k (u_,v)v∈V محاسبه شود. فرض می‌کنیم {\displaystyle |E|>=|V-1|} است و خواهیم دید که محاسبه {\displaystyle A_{i}} به اندازه {\displaystyle O(E)}، و لذا کل الگوریتم به اندازه {\displaystyle O(kE)=O(ElgW)} زمان می‌برد.
مراحل
- فرض کنید برای همه راس‌های {\displaystyle v\in V} داریم{\displaystyle A(s,v)<=|E|} نشان دهید برای همه می‌توانیم {\displaystyle A(s,v)} را در زمان {\displaystyle O(E)} محاسبه کنیم.
- نشان دهید برای همه{\displaystyle v\in V} می‌توانیم {\displaystyle A_{1}(s,v)} را در زمان {\displaystyle O(E)} محاسبه کنیم.

اکنون به محاسبه {\displaystyle A_{i}} از {\displaystyle A_{i-1}} می‌پردازیم.
- ثابت کنید برای هر {\displaystyle i=2,3,....,k} داریم {\displaystyle w_{i}(u,v)=2w_{i-1}(u,v)+1} یا {\displaystyle w_{i}(u,v)=2w_{i-1}(u,v)}.

سپس ثابت کنید که برای همه {\displaystyle v\in V} داریم {\displaystyle 2A_{i-1}(s,v)<=A_{i}(s,v)<=2A_{i-1}(s,v)+|V|-1}
- برای {\displaystyle i=2,3,...,k} و {\displaystyle (u,v)\in E} تعریف زیر را داریم

{\displaystyle check{w_{i}}(u,v)=w_{i}(u,v)+2A_{i-1}(s,u)-2A_{i-1}(s,v)}
ثابت کنید برای {\displaystyle i=2,3,...,k} و همه{\displaystyle u,v\in V}, {\displaystyle check{w_{i}}(u,v)} یال {\displaystyle (u,v)} یعنی مقدار وزن جدید آن یال، یک عدد صحیح غیر منفی است.
- اینک {\displaystyle {A_{i}}(s,v)} را به عنوان وزن کوتاهترین مسیر از {\displaystyle s} به {\displaystyle v} با استفاده از تابع وزن {\displaystyle check{w_{i}}} تعریف می‌کنیم. ثابت کنید برای {\displaystyle i=2,3,...,k} و همه {\displaystyle v\in V} داریم

```

  

    

      

        

          
A

          

            
i

          

        

        
(

        
s

        
,

        
v

        
)

        
=

        
c

        
h

        
e

        
c

        
k

        

          

            
A

            

              
i

            

          

        

        
(

        
s

        
,

        
v

        
)

        
+

        
2

        

          
A

          

            
i

            
−

            
1

          

        

        
(

        
s

        
,

        
v

        
)

      

    

    
{\displaystyle A_{i}(s,v)=check{A_{i}}(s,v)+2A_{i-1}(s,v)}

  

```

و
```

  

    

      

        
c

        
h

        
e

        
c

        
k

        

          

            
A

            

              
i

            

          

        

        
(

        
s

        
,

        
v

        
)

        
<=

        

          
|

        

        
E

        

          
|

        

      

    

    
{\displaystyle check{A_{i}}(s,v)<=|E|}

  

```

- نشان دهید چگونه برای همه{\displaystyle v\in V} می‌توان {\displaystyle A_{i}(s,v)} را از {\displaystyle A_{i-1}(s,v)} در زمان {\displaystyle O(E)} به دست آورد و نتیجه بگیرید که برای همه {\displaystyle A(s,v)} , {\displaystyle O(E)} می‌تواند در زمان {\displaystyle O(ElgW)} محاسبه گردد.